# Иконоборческий собор

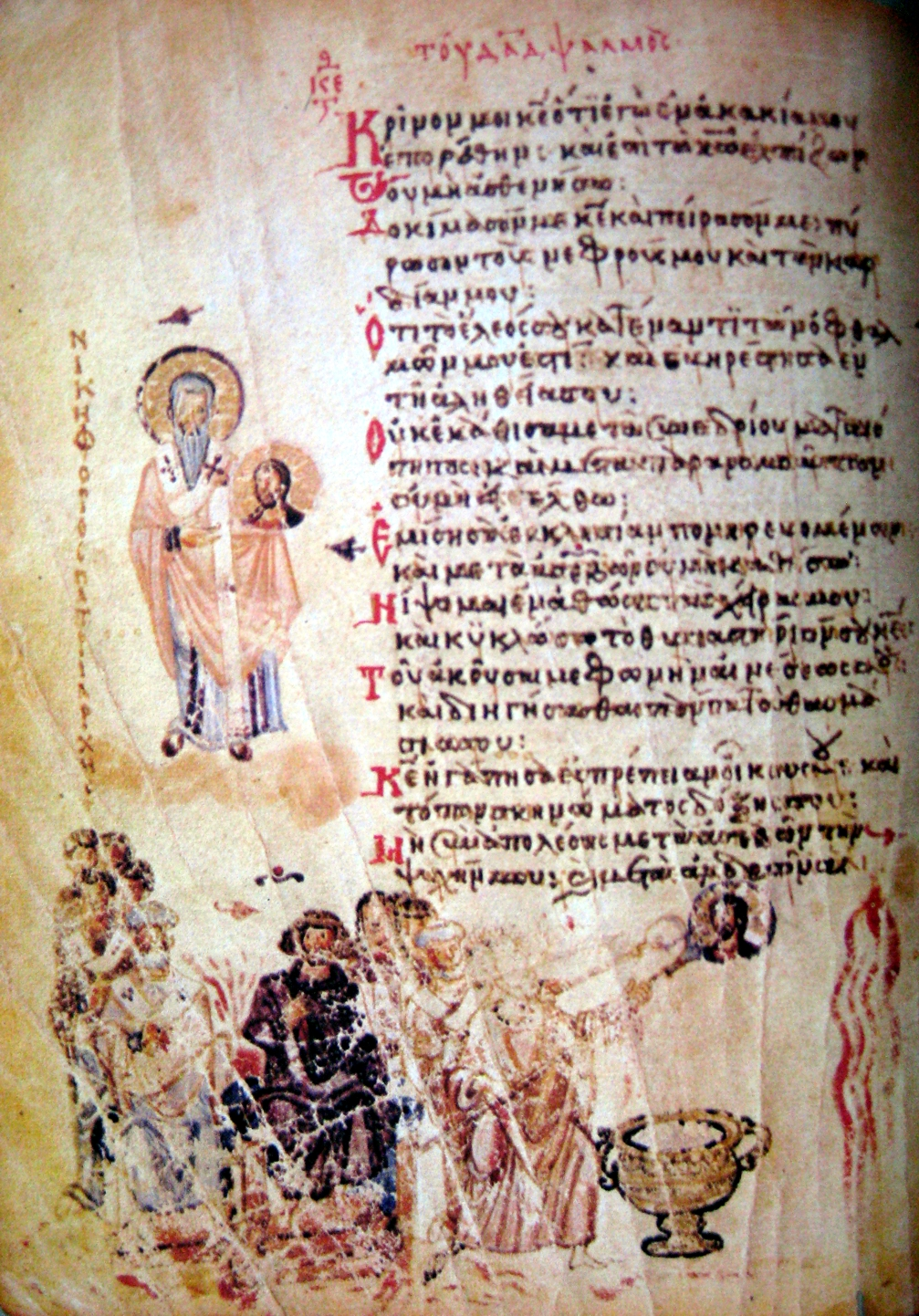
Иконоборческий собор
(миниатюра из Хлудовской псалтыри)

Иконобо́рческий собо́р (Иерийский собор) — собрание высшего духовенства христианской церкви, состоявшееся в 754 году во дворце Иерии, на азиатском берегу Босфора, между Халкидоном и Хрисополем (Скутари) по инициативе императора Византии Константина V. На соборе были приняты решения, осуждавшие почитание икон.
На соборе присутствовало 338 епископов христианской церкви на Востоке. Среди них иконопочитатели представлены не были, это были епископы-иконоборцы, которые заняли место смещённых иконопочитателей, или епископы, получившие специально созданные для них кафедры. Однако впоследствии на VII Вселенском Соборе многие из них отреклись от иконоборчества и с покаянием обратились к ортодоксальному христианству.
Местом для собора был выбран императорский дворец в Иерии (пригород Константинополя на азиатском берегу Босфора); последнее заседание собора прошло во Влахернской церкви Пресвятой Богородицы, которая к тому времени лишилась своих иконописных украшений. В этой церкви собрались прибывшие епископы вместе с императором Константином V. Престол патриарха Константинопольского был вакантен после смерти Анастасия, председательствовал на соборе Феодосий, епископ Эфесский. Новым константинопольским патриархом по настоянию императора собор избрал  епископа Силлейского из Пергской митрополии Константина. На соборе не были представлены церкви Рима, Александрии, Антиохии и Иерусалима. В работе собора приняло участие 338 епископов, основными его лидерами были Сисиний Пастилла, митрополит Пергии Памфильской и Василий Трикокав, митрополит Антиохии Писидийской.
Заседания собора продолжались с 10 февраля по 8 августа. После долгих обсуждений император убедил всех епископов осудить иконопочитание. На соборе 754 года были утверждены следующие догматы:
1. Иконы повелевалось почитать за идолов.
2. Все поклоняющиеся иконам были преданы анафеме, включая патриарха Германа Константинопольского.

При этом собор не высказался против почитания святых, а напротив, объявил анафему всем, кто «не просит молитв у них, как у имеющих дерзновение, согласно церковному преданию, ходатайствовать о мире».
Орос собора был торжественно провозглашён 27 августа на константинопольском ипподроме, Константина V называли 13-м апостолом и провозглашали анафему защитникам икон: Герману Константинопольскому, Иоанну Дамаскину и Георгию Кипрскому. В оросе собора указывалось:
- «Итак, будучи твердо наставлены из богодухновенных Писаний и отцов, а также утвердив свои ноги на камне божественного служения духом, мы все, облеченные саном священства, во имя Святой Троицы пришли к одному убеждению и единогласно определяем, что всякая икона, сделанная из какого угодно вещества, а равно и писаная красками при помощи нечестивого искусства живописцев, должна быть извергаема из христианских церквей. Она чужда им и заслуживает презрения»
- «Никакой человек да не дерзает заниматься таким нечестивым и неблагоприличным делом. Если же кто-нибудь с этого времени дерзнет устроить икону, или поклоняться ей, или поставит её в церкви, или в собственном доме, или же скрывать её, таковой, если это будет епископ или пресвитер, или диакон, да будет низложен, а если монах или мирянин, то да будет предан анафеме, и да будет он виновен перед царскими законами, так как он противник Божьих предписаний и враг отеческих догматов»

Своё решение участники собора обосновывали ссылками на Священное Писание (Иоан. 4:24, Иоан. 1:18, Иоан. 5:37, Иоан. 20:29, Втор. 5:8, Рим. 1:23, 24, Рим. 10:17, 2Кор. 5:16) и отцов церкви (в оросе есть ссылки на имена святых Епифания Кипрского, Григория Богослова, Иоанна Златоуста, Василия Великого, Афанасия Великого, Амфилохия Иконийского, Феодота Анкирского и Евсевия Кесарийского).
Вселенский характер собора оспаривается. Причина - представители Римского и восточных (Александрийского, Антиохийского и Иерусалимского) патриархатов на нем не были представлены.
Постановления Иерийского собора сохранились в виде цитат в документах Второго Никейского собора. В русском переводе это 7 том «Деяния Вселенских Соборов». На шестом заседании Второго Никейского собора постановления Иерийского собора зачитывал епископ Неокесарийский Григорий по частям; диакон Великой церкви Иоанн, а затем диакон и кувуклисий (греч. κουβουκλείσιος) Епифаний зачитывали после каждой части опровержение.